# Drehscheibenlafette

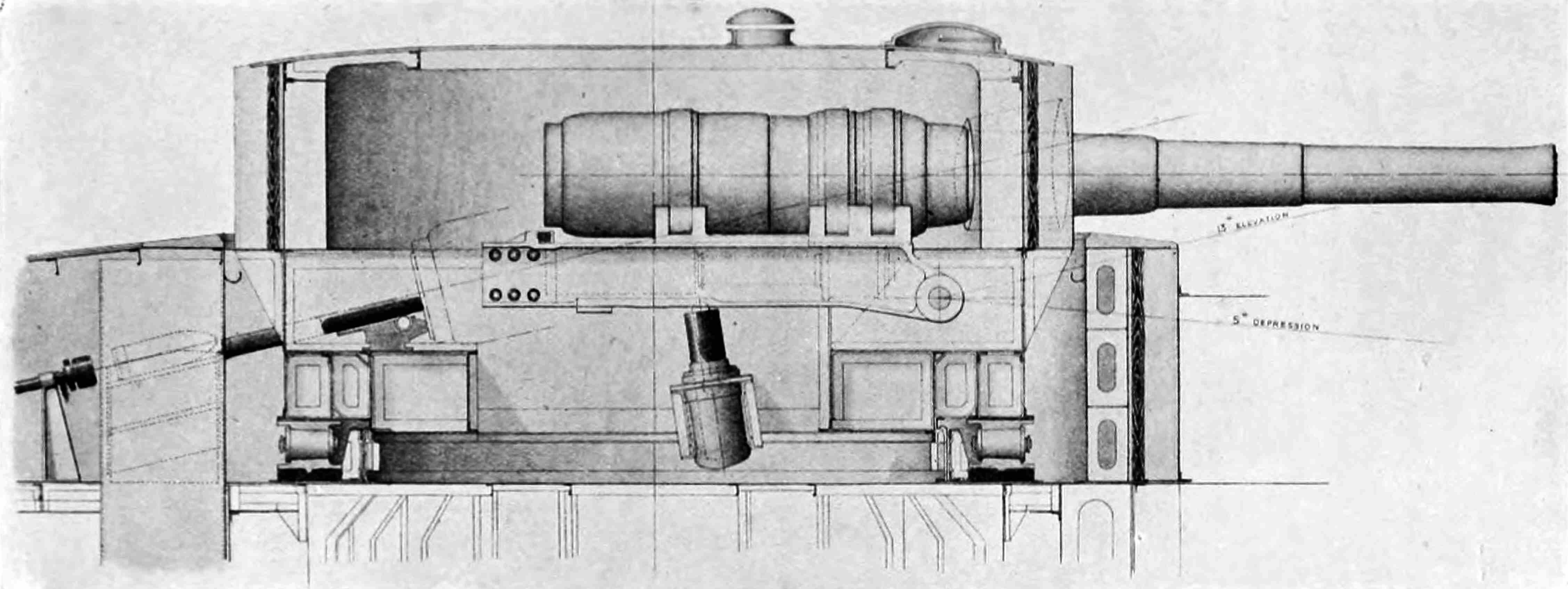
Drehscheibenlafette der HMS Victoria

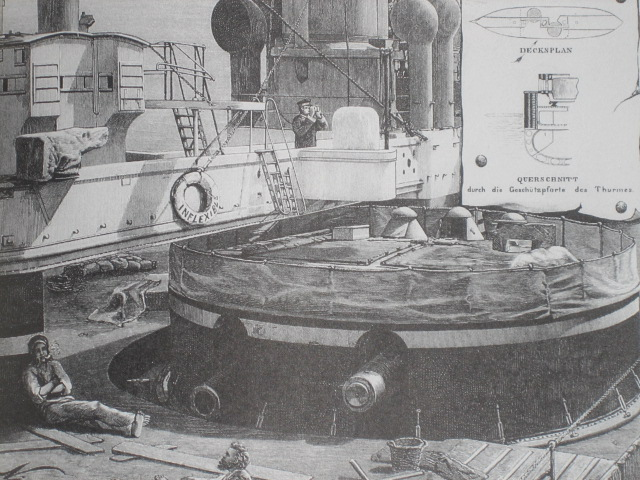
Turmkonstruktion der HMS Inflexible

Eine Drehscheibenlafette ist eine Konstruktionsform der Lafette, die ein seitliches Richten eines Geschützes ermöglicht. Sie fand besonders auf Kriegsschiffen in der zweiten Hälfte des 19. Jahrhunderts und bei der Küstenartillerie Anwendung.
Die bis zum 19. Jahrhundert verwendeten ortsfesten Geschütze in Festungen waren im Seitenrichtbereich für gewöhnlich ineffektiv, da die bis dahin verwendeten Blocklafetten dafür nicht eingerichtet waren. Die Seitenrichtung konnte nur sehr ungenau durch Herumheben der gesamten Lafette erfolgen. Bei Schiffen, welche die Kanonen quer zur Fahrtrichtung in einer Breitseite aufgestellt hatten, musste grob mit dem ganzen Schiff gezielt werden. Sowohl für Gefechte auf Land als auch zur See wurden jedoch ein größerer Bestreichungswinkel und eine höhere Richtgeschwindigkeit gefordert. Dies führte im Schiffbau unter anderem zum Konzept des Turmschiffs.
Ein seitliches Schwenken des Geschützes – bis zu 360 Grad – wurde mit der sogenannten Pivotaufstellung möglich. Dabei muss der Pivotzapfen jedoch sowohl axiale als auch radiale Kräfte aufnehmen. Insbesondere vor der Einführung wirksamer Rohrrücklaufeinrichtungen waren diese Kräfte konstruktiv jedoch schwer zu beherrschen. Bei der Mittelpivotlafette wurde ein zweites Paar Räder hinzugefügt und der Pivotbolzen in der Mitte zwischen den Räderpaaren angebracht. Dadurch wurde der Pivotbolzen von axialen Kräften entlastet. Teilweise verzichtet man ganz auf den Pivotbolzen. Derartige Konstruktionen waren fertigungstechnisch einfacher und damit billiger herzustellen. Auch konnte der Unterbau für das Geschütz flacher ausgeführt werden.
Diese Konstruktionen waren einer Drehscheibe, wie sie in Bahnanlagen benutzt wurde, ähnlich und erhielten daher ihren Namen. Indem man den oberen drehbaren Teil der Konstruktion als Plattform ausführte, erhielt man die Möglichkeit, zwei oder mehr Geschütze achsparallel aufzustellen. Derartige Konstruktionen fanden bei den ersten Turmschiffen wie beispielsweise der HMS Temeraire Verwendung. Geschützt wurde diese Konstruktion durch eine ringförmige Panzerung, Barbette genannt, die nicht mit der Drehscheibe verbunden war und folglich fest stand. Dies führte zu einer Verringerung der bewegten Massen und erleichterte die Konstruktion der Richtantriebe. Gefeuert wurde über den oberen Rand der Barbette. Teilweise verband man jedoch später die Panzerung mit der Drehscheibe, um eine oben geschlossene Konstruktion der Panzerung und damit einen besseren Schutz zu ermöglichen.
Da sich bei diesen Konstruktionen nur der obere Teil, nicht aber der ganze Turm dreht, waren nach Einführung der Hinterlader besondere Konstruktionen erforderlich. Schiffsdeck und Drehscheibe bzw. Panzerung der Barbette mussten eine Aussparung erhalten, um die Munition von unten oder von hinten zum Geschütz befördern zu können. Daher konnten diese Geschütze nur in Längsstellung geladen werden. Dies erforderte nach dem Laden ein erneutes Richten, was die praktische Feuergeschwindigkeit begrenzte und die Genauigkeit verringerte. Mit der Verfügbarkeit wirksamer Rohrrücklaufeinrichtungen und der Wiegenlafette ging man zu den noch heute benutzten Turmkonstruktionen über, bei denen sich das Geschütz mit dem Panzerturm einschließlich der Munitionszuführung dreht.